# 金石滩酒
金石滩酒是大连出产的一种白酒，产品以浓香型白酒为主，清香型白酒为辅。金石滩酒为新兴的地方酒钟，源于1996民企金玛集团在当地成立的金石滩酒厂，后于2004年改制易名。和其他大多数白酒品牌不同，金石滩酒的生产过程并非集中在一地：原料为东北当地高粱、大米、糯米、小麦和玉米，但基酒产于泸州，老熟、陈藏和出厂上市销售于金石滩。金石滩酒虽受欢迎和多次获奖，但2019年母公司因集团旗下金融公司非法集资诈骗，造成集团董事长王延和次年被拘，而酒厂也受牵连而被法院查封扣押，因此这一地方名酒之前景堪忧。